# Circunscrições eclesiásticas católicas de Timor-Leste
Presentemente, a Igreja Católica está presente em Timor-Leste através de uma Província eclesiástica, com três circunscrições eclesiásticas:
- Arquidiocese de Díli
  - Diocese de Baucau
  - Diocese de Maliana